# 新蝙蝠俠
《新蝙蝠俠》主要描写在蝙蝠侠年轻时代的冒险，下巴的画风改成尖的，第三季起改回平下巴，以美国电视剧一年一季的方式播放，共五季。與其他蝙蝠俠動畫故事無直接關係，為獨立世界觀（地球編號不明），因此本作並未列入DC動畫宇宙。本劇也引申出一套電影——《新蝙蝠俠大戰德古拉》（The Batman vs. Dracula）。